# CFD série 900
Les autorails CFD série 900, également appelés A 75 D selon la dénomination de leur constructeur, sont une courte série de seize autorails à moteur diesel et circulant sur voie à écartement standard (1 435 mm) construits par les établissements Billard pour les cinq premiers et les CFD pour les onze suivants.
Affectés à la desserte de lignes secondaires exploitées par les CFD, en grande partie autour d'Autun et d'Avallon, les premiers sont mis en service en 1947 et les derniers retirés de la circulation commerciale en 1968. Plusieurs d'entre eux, préservés, continuent d'assurer des parcours sur des réseaux touristiques.

## Genèse de la série
En 1945 la SNCF propose de confier aux CFD, sous le régime de l'affermage, l'exploitation de plusieurs lignes secondaires de Vendée à voie normale, à titre de compensation en échange de la fermeture de lignes à voie métrique du même concessionnaire. Ceci nécessite de la part des CFD de concevoir un autorail économique adapté à ces besoins (autorail léger, peu onéreux à l'achat et à l'entretien, pouvant être exploité par un agent unique). Ce sont les établissements Billard de Tours qui sont chargés de construire les cinq premiers exemplaires selon les plans établis par les CFD au printemps 1946. Le premier d'entre eux est livré à la fin de la même année mais les cheminots de la SNCF s'opposent à la circulation du matériel et des agents d'une entreprise privée sur des lignes publiques,.
Il faut donc trouver d'autres lignes pour accueillir ces autorails. Deux d'entre eux sont expédiés en 1947 sur le chemin de fer Mamers - Saint-Calais. Le troisième rejoint la ligne de Ligré-Rivière à Richelieu. Les deux derniers arrivent l'année suivante sur les lignes CFD autour d'Autun et d'Avallon.
Devant les bons résultats obtenus dès les premiers mois d'exploitation, les CFD construisent eux-mêmes, dans leurs usines de Montmirail, dix autres unités presque identiques aux premières et destinées à opérer sur les lignes CFD du Morvan, la charge de travail des établissements Billard ne leur permettant pas de répondre à cette demande supplémentaire. Cette série marque les débuts des CFD comme constructeurs de matériel ferroviaire à voie normale. Un seizième et dernier autorail, après avoir circulé sur des réseaux du nord de la France, arrive lui aussi dans le Morvan.

## Description

### Caractéristiques techniques

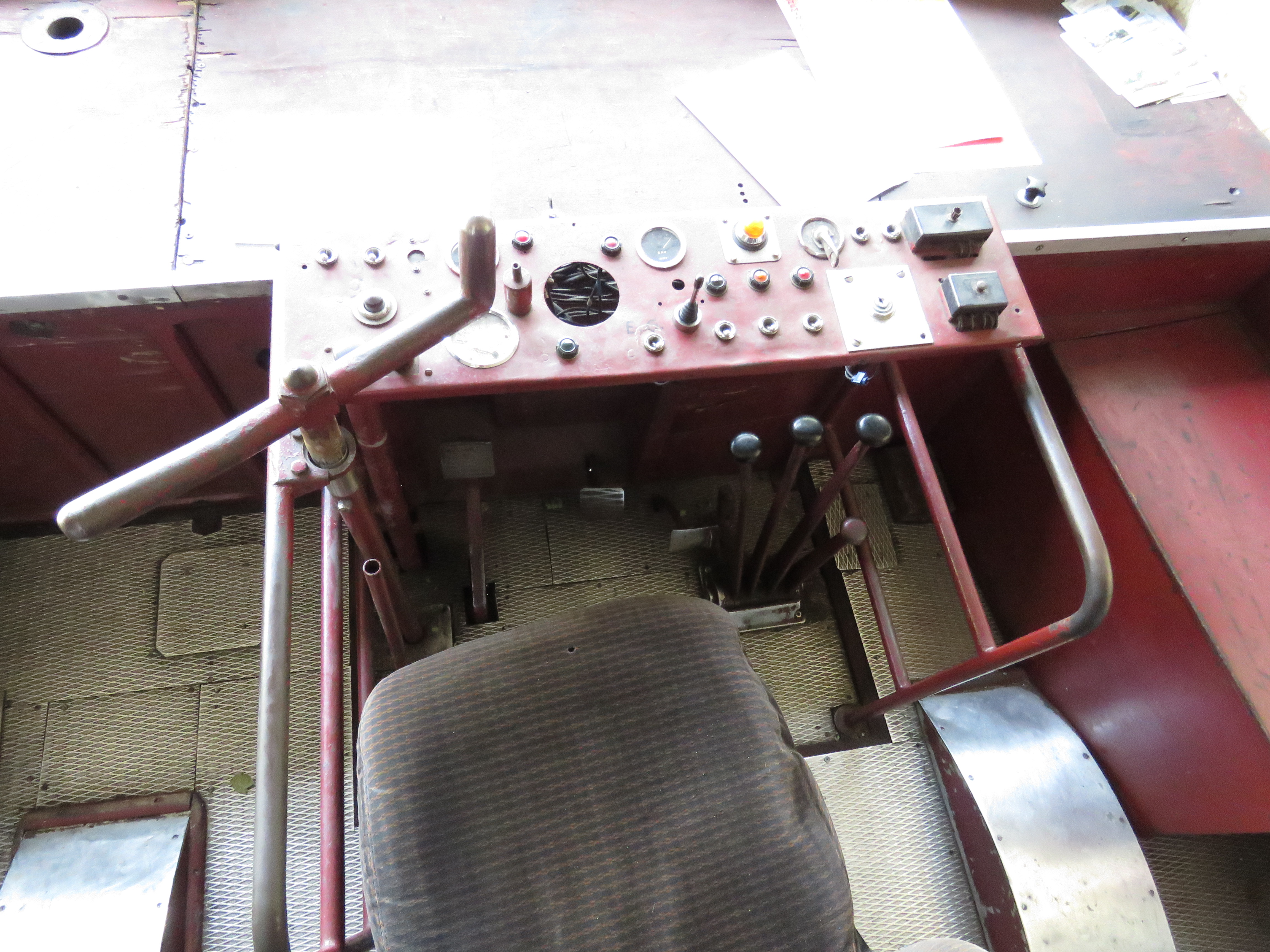
Poste de conduite d'un autorail série 900.

La série 900 se présente comme un autorail mono-caisse à volume intérieur unique — les postes de conduite, à chaque extrémité, ne sont pas séparés du compartiment voyageurs — et ne comportant ni toilettes ni espace pour les bagages. Sa longueur est de 11,270 m. Il n'est pas équipé de tampons, mais peut être accouplé avec un autre engin de la même série grâce à un attelage « tulipe ». Sa masse est de 7 t à vide et de 12 t en charge.
Le châssis repose sur deux essieux, dont un seul est moteur. La chaîne cinématique est identique à celle des X 5600 :  un moteur diesel Panhard 4 HL (80 ch, quatre cylindres à huile lourde), déjà largement utilisé sur d'autres engins ferroviaires et sur des camions, disposé transversalement à une extrémité de l'engin, attaque l'essieu le plus proche par l'intermédiaire d'une boîte de vitesses Minerva à quatre rapports. La puissance de ce moteur, de 58,9 kW sur les premiers modèles, est ensuite portée à 73,6 kW. La vitesse de l'autorail est limitée à 75 km/h ; grâce à un réservoir de carburant d'une capacité de 75 litres, il dispose d'une autonomie d'environ 350 km, soit une journée de service,.

### Aménagements

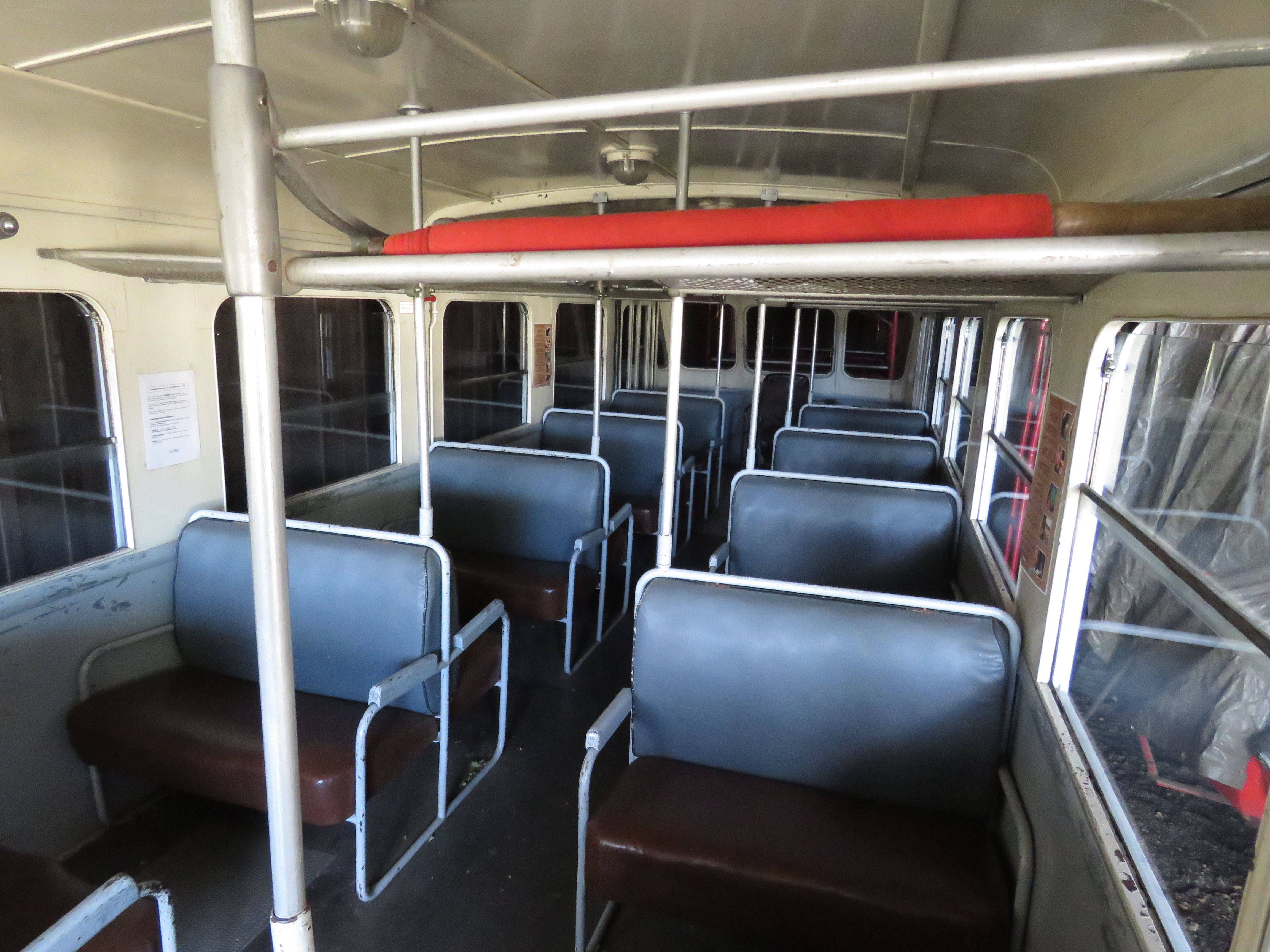
Intérieur d'un autorail série 900.

La salle voyageurs est accessible par deux portes par face latérale. Celles-ci, de type pliante en portefeuille sur les autorails fabriqués par Billard, sont remplacées par des portes coulissantes sur les unités construites par les CFD ; leur fermeture est commandée pneumatiquement par le conducteur.
Les autorails peuvent accueillir 32 passagers assis sur huit banquettes à quatre places (2+2) disposées dos à dos et 25 debout ; une allée centrale parcourt l'autorail d'un poste de pilotage à l'autre ; le moteur disposé transversalement à une extrémité de l'engin permet d'optimiser l'espace réservé aux voyageurs.
En l'absence de zone dédiée dans l'autorail lui-même, une galerie en toiture, accessible par une échelle latérale, est prévue pour le transport des gros bagages, à l'instar de ce qui est pratiqué à la même époque sur les autocars ; les bagages à main prennent place dans des filets disposés transversalement au-dessus des banquettes.

## Carrière

### Exploitation commerciale
Les premières unités commencent leur service commercial dès 1947, les dernières en 1953. Les derniers autorails circulent en 1968 comme véhicules de transport de voyageurs.
- n° 901 et n° 903 : chemin de fer Mamers - Saint-Calais de 1947 à 1965 ;
- n° 902 : ligne de Ligré-Rivière à Richelieu  de 1947 à 1960 ; lignes CFD autour d'Autun et Avallon de 1960 à 1965 ;
- n° 904 et n° 905 : lignes CFD autour d'Autun et Avallon, de 1948 à 1968 pour le 904 et de 1948 à 1959 pour le 905 détruit dans une collision ;
- n° 906 à n° 915 : lignes CFD autour d'Autun et Avallon de 1948-1953 à 1968 ;
- n° 916 : chemin de fer de Pont de la Deûle à Pont à Marcq de 1953 à 1955 sous le n° PP 21 ; chemin de fer de Marquion à Cambrai de 1955 à 1962 sous le n° MC 21 ; lignes CFD autour d'Autun et Avallon de 1963 à 1968 sous le n° 916.

### «Seconde vie»
À l'issue de leur carrière commerciale, la simplicité et la robustesse de leurs équipements valent à plusieurs exemplaires d'être transformés en draisines dédiées à l'inspection des voies après modification de leurs aménagements intérieurs — l'une de ces draisines est achetée par l'entreprise suisse Speno —, incluant parfois le démontage des banquettes et l'installation d'un poêle. Deux unités sont en outre dé-motorisées et transformées en remorques.

## Unités préservées

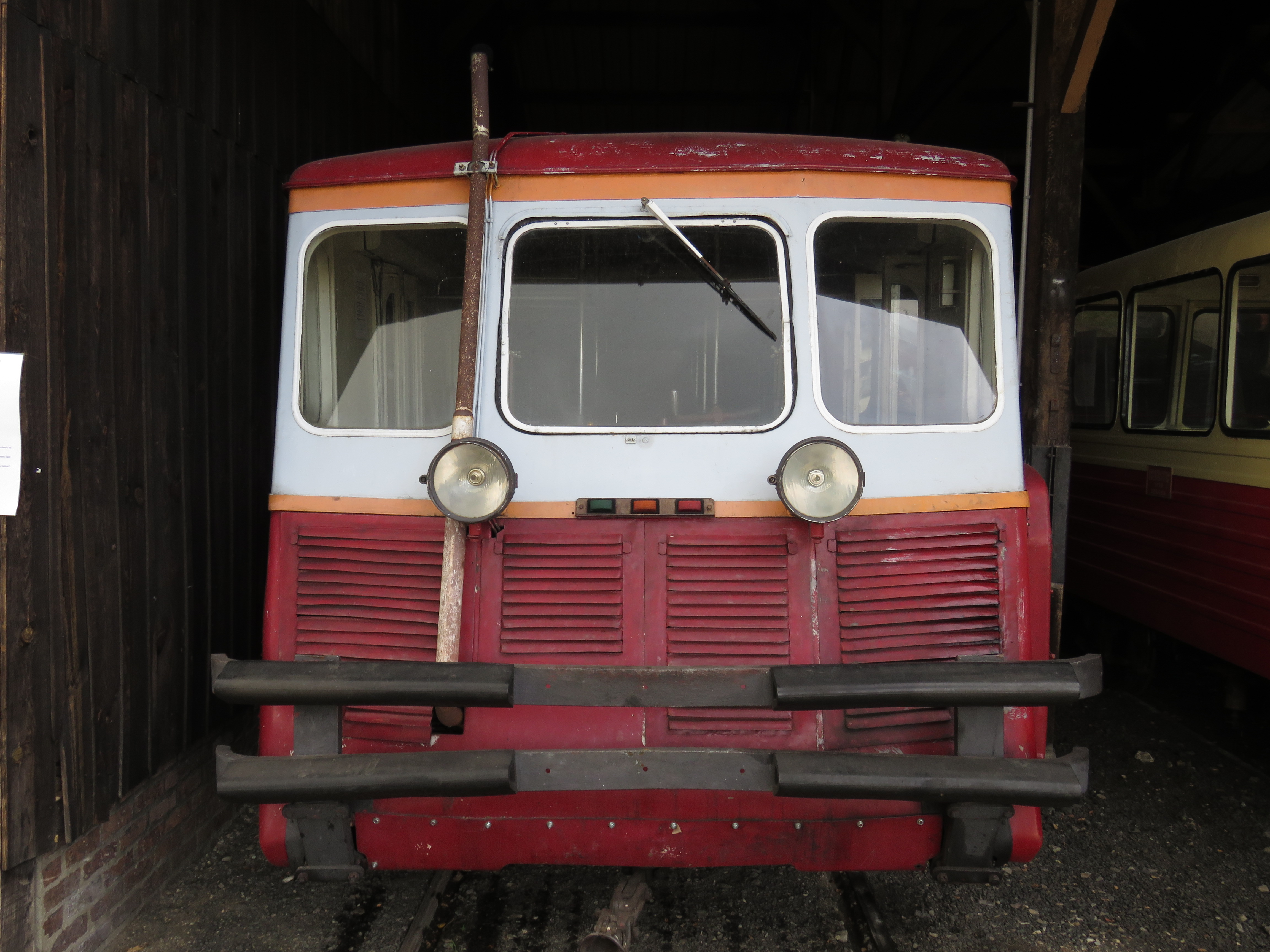
n° 903, monument historique.

Cinq unités sur les seize construites sont préservées par des associations de sauvegarde du patrimoine ferroviaire qui les maintiennent en état de circulation ou de présentation statique.
Le Chemin de fer touristique de la Sarthe possède trois exemplaires de la série 900, dont les deux qui circulaient dans cette région dès 1948 (n° 901 et 903) ainsi que le n° 907 récupéré auprès du Train Thur Doller Alsace. Le n° 903 est inscrit au titre des monuments historiques en 1997.
Le n° 902, d'abord propriété d'un particulier, fut confié au Train vapeur de Touraine. Aujourd'hui, propriété de la  FACS - Patrimoine Ferroviaire il est confié à la Rotonde ferroviaire de Montabon, après avoir été hébergé au Train des mouettes à la suite de l'abandon du projet du Train à vapeur thouarsais.
Le n° 915, d'abord  sauvegardé par un particulier, est propriété de la FACS - Patrimoine Ferroviaire qui l'a confié à l'association Chemin de fer de l'Allier en provenance de l'ATSF à Ambert.

## Modélisme
L'autorail est reproduit aux échelles O et HO.